# 三遊亭神楽
三遊亭 神楽（さんゆうてい じんらく、1970年2月25日 - ）は、青森県青森市出身の落語家。出囃子は『ねぶた囃子』。五代目円楽一門会所属。本名∶神 博充。

## 来歴
青森市桜川に男三人兄弟の次男として生まれる。
青森県立青森戸山高等学校時代は3年間クイズに没頭し、『全国高等学校クイズ選手権』（日本テレビ系）に応募した（出場には至らず）。
立正大学法学部時代もクイズ研究会（初代会長）のほか、少林寺拳法部にも所属した。1992年に大学を卒業して、CSKに入社したが、2年後の1994年5月に退職して国内および世界各地を放浪した。
1997年4月、5代目三遊亭圓楽の23番目の弟子になる。22番目弟子の三遊亭全楽以来、8年9か月ぶりの弟子だった一方、24番目の弟子の三遊亭上楽とはわずか15分差での弟子入りであった。高座名の神楽（じんらく）は本名の苗字「神（じん）」をとって5代目三遊亭圓楽が命名した。
2000年3月に二つ目、2007年10月に真打に昇進する。2008年7月21日に真打昇進披露公演を故郷・青森市の「アラスカ」で行い、約600名の観客を集めた。

## 人物
いつも高座でのまくらは「魅惑のワンダーランド○○○○（公演している場所）へようこそおいで下さいました」が定番文句となっている。
正統派の古典落語、人情噺を得意としている。地元青森での独演会では津軽弁の落語を披露することもある。
故郷青森をこよなく愛し、毎年開催される青森ねぶたと弘前ねぷたには必ず参加している。
血液型はA型。

## 趣味・特技
趣味は多岐にわたっており、旅行、写真、散歩、鉄道、自転車、クイズ、格闘技観戦、マラソン、ラーメン食べ歩き、駅弁食べ歩き、御守収集があげられる。
また、特技は少林寺拳法、尊敬する人物はアントニオ猪木である。

## 過去出演番組
- 日本テレビ『笑点』

2008年3月9日　円楽一門会　真打昇進披露口上
- NHK土曜時代劇『オトコマエ!』

2008年4月12日　町人　鶴次郎役　連続ドラマ初出演

## 弟子
- 三遊亭エンジン（廃業）